# François Joseph Lefebvre
François Joseph Lefebvre, duque de Dantzig, (1755-1820) fue mariscal de Francia, durante las guerras napoleónicas.

## Biografía
Se alistó a los 18 años y participó en la Revolución francesa. Después de la batalla de Fleurus fue promovido a brigadier general. En septiembre de 1797, al morir el general Hoche, se le éncargó el comando del Ejército del Sambre y Meuse. Además en marzo de 1799, comandó la vanguardia del Ejército del Danubio bajo las órdenes del Mariscal Jourdan. Ese mismo año fue comandante de las tropas en París y apoyó el golpe de Estado de Napoleón Bonaparte.
Proclamado senador en 1800, se convirtió en mariscal en 1804. En la Campaña en Alemania, mandó una división de la Guardia Armada, luego estuvo a cargo de la infantería de la Guardia Imperial. En 1807 tomó la ciudad de Danzig, después de un difícil sitio, por lo que se le otorgó el título de duque de Dantzig.
En 1808, Lefebvre participó en la guerra de la Independencia española, combatiendo en la batalla de Espinosa de los Monteros, y en 1809 mandó el ejército bávaro en Eckmühl y Wagram. Ese mismo año fue derrotado por Andreas Hofer de Tirol, y fue reemplazado. Mandó la Vieja Guardia desde 1812 hasta 1814.
El 4 de junio de 1814 Luis XVIII de Francia le otorgó el título de Guardián de Francia, por haber votado en el Senado a favor de la destitución de Napoleón. Sin embargo, al regresar este en la guerra de los Cien Días, Lefebvre se pasó a su bando de nuevo. Durante la Restauración fue excluido de todos los honores aunque logró retener su rango de mariscal. El 5 de marzo de 1819, Luis XVIII le devolvió el título de Guardián. Estuvo casado con Cathérine Hübscher, murió en 1820 y fue enterrado en el Cementerio de Père-Lachaise, París.
| Predecesor: Jean-Antoine Marbot | Gobernador militar de París 1799 - 1800 | Sucesor: Édouard Mortier |

- Datos: Q83808
- Multimedia: François Joseph Lefebvre / Q83808